# Stiftung Schleswig-Holsteinische Landesmuseen
Die Stiftung Schleswig-Holsteinische Landesmuseen ist eine Vereinigung zuvor unabhängiger Landesmuseen und hat ihren Sitz auf Schloss Gottorf in Schleswig. Die Gründung erfolgte 1999. Sie ist neben der Kulturstiftung Hansestadt Lübeck der größte Träger schleswig-holsteinischer Museen (siehe auch Liste der Museen in Schleswig-Holstein).

Hierzu gehören:
- das Museum für Archäologie Schloss Gottorf
- das Museum für Kunst und Kulturgeschichte Schloss Gottorf
- der Gottorfer Globus mit Barockgarten
- das Wikinger Museum Haithabu in Busdorf
- das Freilichtmuseum Molfsee
- das Jüdische Museum Rendsburg
- das Eisenkunstguss Museum Büdelsdorf
- das Kloster Cismar

Das Zentrum für Baltische und Skandinavische Archäologie (ZBSA) in Schleswig war bis Ende 2023 in der Stiftung Schleswig-Holsteinische Landesmuseen angesiedelt. Seit 2024 gehört das ZBSA zum Leibniz-Zentrum für Archäologie und damit zur Leibniz-Gemeinschaft.
Die Stiftung ist Mitglied im Arbeitskreis selbständiger Kultur-Institute.

## Wissenschaftlicher Vorstand
- 1999–2009 Herwig Guratzsch
- 2009–2022: Claus von Carnap-Bornheim
- seit 1. Oktober 2022: Thorsten Sadowsky

## Kaufmännischer Vorstand
- 2013–2022: Guido Wendt
- seit 2023: Svenja Kluckow